# Chevrolet Chevelle
 Chevrolet Chevelle är en mellanstor bilmodell tillverkad av Chevrolet åren 1964-1977. Bilen är rambyggd och bakhjulsdriven med frontmonterad motor. Modellvarianten SS tillverkad mellan 1965 och 1972 räknas till de klassiska muskelbilarna. Den såldes med V8-motorer på upp till 454 kubiktum. När Chevrolet krympte sina mellanstora modeller inför 1978 års modell, försvann Chevelle-namnet, och alla mellanstora modeller fick heta Chevrolet Malibu.

## 1964-72

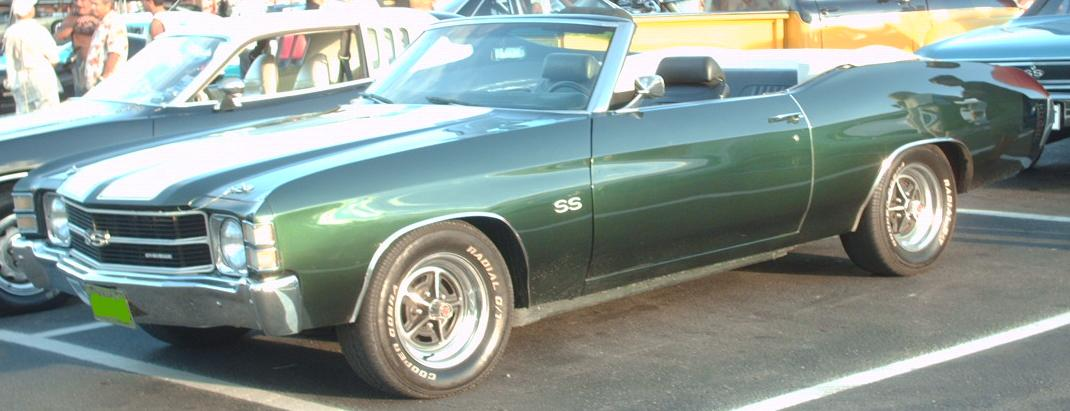
Chevrolet Chevelle SS cabriolet av 1971 års modell

Chevrolet Chevelle lanserades 1964. Den var tänkt att konkurrera med Ford Fairlane, en bil i samma storleksklass. Chevelle tillverkades med flera typer av karosseri; 4-dörrars sedan, 4-dörrars stationsvagn, 2-dörrars stationsvagn (1964-65), 2-dörrars hardtop (1964-72), cabriolet (1964-72) samt 4-dörrars hardtop (1966-72).

### 1966
Detta år fick Chevelle en ny kaross som inte var lika kantig som tidigare, utan hade drag av Coke bottle-styling med smalare mittparti och bredare flyglar. Sportmodellen var SS396, vars V8 på 396 kubiktum utvecklade en effekt på 375 hk.

### 1970
GM hade en restriktion som begränsade slagvolymen i mellanstora bilar till 400 kubiktum. 1970 slopades den regeln, och från och med denna årsmodell gick Chevelle att beställa med motorer på 454 kubiktum. Tillvalspaketet SS454 tillkom. Den starkaste motorversionen (454 LS6) hade en effekt på 450 hk och ett vridmoment på 500 fotpund. Detta var den högsta officiella motoreffekten i någon serietillverkad muskelbil, och torde bara överträffas av renodlade sportbilar. De flesta amerikanska biltillverkare angav maxeffekter runt 425 hk även om motorn utvecklade 525 hk eller mer, vilket t.ex. ZL-1, L-88 och Chryslers Hemi-motorer gjorde. Anledningen till detta var att nybilsköparen skulle kunna försäkra bilen utan att bli ruinerad.

### 1971-72
För att bilarna skulle gå att köra på bensin med lägre blyhalt sänktes motorernas kompressionsförhållande - och därmed deras effekt - detta år. Fronten var ny, med enkla runda strålkastare i stället för dubbla.

## 1973-77

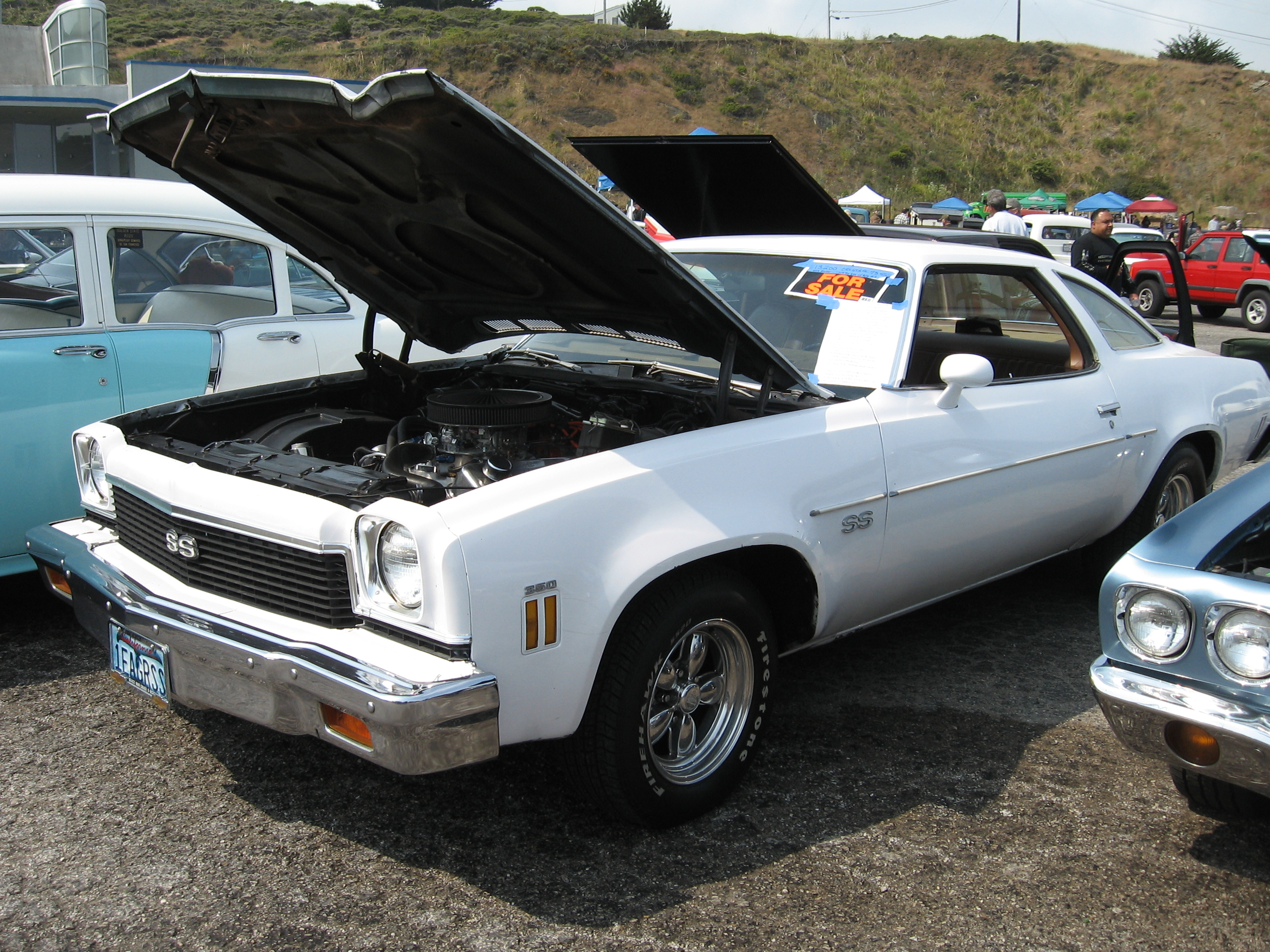
Chevrolet Chevelle SS av 1973 års modell

1973 års Chevelle var förändrad på många punkter. Framvagnen hade en konstruktion snarlik den hos Chevrolet Camaro, vilket gav bilen förbättrade vägegenskaper.

### 1973
Lyxmodellen var detta år Chevelle Laguna. Den enklare Malibu-modellen gick att beställa med SS-paketet, som bland annat innehöll sportfjädring, svart kylargrill och stripes. Till SS-paketet kunde kunden välja en motor på 350 eller 454 kubiktum.

### 1974
Detta år tillkom en V8 på 400 kubiktum. SS-modellen utgick och ersattes av Laguna S3. Lyxmodellen var Malibu Classic.

### 1975
1975 var den sista årsmodellen som gick att beställa med 454-motorn.

### 1976
En V8 på 305 kubiktum tillkom detta år. Den största motorn var på 400 kubiktum. Malibu Classic fick detta år dubbla, rektangulära strålkastare, medan den enklare Malibu-modellen behöll de runda strålkastarna.

### 1977
Det starkaste motoralternativet var detta år en V8 på 350 kubiktum.